# كأس الأمم الإفريقية 1982
كانت كأس الأمم الإفريقية لكرة القدم 1982 النسخة الثالثة عشر من كأس الأمم الإفريقية لكرة القدم، البطولة الأسمى لكرة القدم في قارة إفريقيا. وقد استضافتها ليبيا في الفترة بين 5 إلى 19 مارس. كما حدث في بطولة 1980 شارك 8 منتخبات في المنافسة حيث تم توزيعهم على مجموعتان، كل واحدة تضم أربعة فرق. ظفرت غانا بالكأس على حساب ليبيا بركلات الترجيح 7−6 بعد التعادل 1−1. كان هذا رابع لقب (وآخر لقب حتى الآن)، يحصل عليه المنتخب الغاني في كأس الأمم الإفريقية.

## المنتخبات المتأهلة
في ما يلي المنتخبات الثمانية المتأهلة:
| - الجزائر - الكاميرون - إثيوبيا - غانا | - ليبيا (المستضيف) - نيجيريا (حامل اللقب) - تونس - زامبيا |  |

## الملاعب
| طرابلس        | طرابلس بنغازيكأس الأمم الإفريقية 1982 (ليبيا) | بنغازي        |
| ملعب 11 يونيو | طرابلس بنغازيكأس الأمم الإفريقية 1982 (ليبيا) | ملعب 28 مارس  |
| السعة: 88,000 | طرابلس بنغازيكأس الأمم الإفريقية 1982 (ليبيا) | السعة: 55,000 |
|               | طرابلس بنغازيكأس الأمم الإفريقية 1982 (ليبيا) |               |

## الدور الأول
يدل اللون الأخضر على تأهل الفريق إلى نصف النهائي.

### المجموعة أ
| فريق      | لعب | ف | ت | خ | له | عليه | ف.أ | نقاط |
| --------- | --- | - | - | - | -- | ---- | --- | ---- |
| ليبيا     | 3   | 1 | 2 | 0 | 4  | 2    | +2  | 4    |
| غانا      | 3   | 1 | 2 | 0 | 3  | 2    | +1  | 4    |
| الكاميرون | 3   | 0 | 3 | 0 | 1  | 1    | 0   | 3    |
| تونس      | 3   | 0 | 1 | 2 | 1  | 4    | −3  | 1    |

| ليبيا                    | 2–2   | غانا                       |
| ------------------------ | ----- | -------------------------- |
| جرانة 58' · العيساوي 76' | تقرير | الحسن 28' · أوبوكو نتي 89' |

| الكاميرون | 1–1   | تونس        |
| --------- | ----- | ----------- |
| مبيدا 50' | تقرير | القابسي 49' |

| الكاميرون | 0–0   | غانا |
| --------- | ----- | ---- |
|           | تقرير |      |

| ليبيا                         | 2–0   | تونس |
| ----------------------------- | ----- | ---- |
| صديق 42' (ه.ذ.) · البرعصي 89' | تقرير |      |

| غانا       | 1–0   | تونس |
| ---------- | ----- | ---- |
| إيسيان 28' | تقرير |      |

| ليبيا | 0–0   | الكاميرون |
| ----- | ----- | --------- |
|       | تقرير |           |

### المجموعة ب
| فريق    | لعب | ف | ت | خ | له | عليه | ف.أ | نقاط |
| ------- | --- | - | - | - | -- | ---- | --- | ---- |
| الجزائر | 3   | 2 | 1 | 0 | 3  | 1    | +2  | 5    |
| زامبيا  | 3   | 2 | 0 | 1 | 4  | 1    | +3  | 4    |
| نيجيريا | 3   | 1 | 0 | 2 | 4  | 5    | −1  | 2    |
| إثيوبيا | 3   | 0 | 1 | 2 | 0  | 4    | −4  | 1    |

| نيجيريا                     | 3–0   | إثيوبيا |
| --------------------------- | ----- | ------- |
| كيشي 27'، 84' · أديشينا 40' | تقرير |         |

| الجزائر    | 1–0   | زامبيا |
| ---------- | ----- | ------ |
| مرزقان 85' | تقرير |        |

| زامبيا     | 1–0   | إثيوبيا |
| ---------- | ----- | ------- |
| مونشيا 68' | تقرير |         |

| الجزائر                      | 2–1   | نيجيريا     |
| ---------------------------- | ----- | ----------- |
| إيسيما 44' (ه.ذ.) · عصاد 65' | تقرير | أوسيغوي 40' |

| الجزائر | 0–0   | إثيوبيا |
| ------- | ----- | ------- |
|         | تقرير |         |

| زامبيا                                          | 3–0   | نيجيريا |
| ----------------------------------------------- | ----- | ------- |
| كاومبا 25' · آرون نجوفو 80' · فريغين 81' (ه.ذ.) | تقرير |         |

## مرحلة خروج المغلوب
|  | نصف النهائي      | نصف النهائي      |       |                  | النهائي          | النهائي |  |
|  |                  |                  |       |                  |                  |         |  |
|  | 16 مارس – بنغازي |                  |       |                  |                  |         |  |
|  | غانا (ب.و.إ.)    | 3                |       |                  |                  |         |  |
|  | الجزائر          | 2                |       |                  |                  |         |  |
|  |                  |                  |       |                  |                  |         |  |
|  |                  |                  |       |                  | 19 مارس – طرابلس |         |  |
|  |                  |                  |       |                  | غانا (ج.)        | 1 (7)   |  |
|  |                  | ليبيا            | 1 (6) |                  |                  |         |  |
|  |                  |                  |       |                  |                  |         |  |
|  |                  |                  |       |                  |                  |         |  |
|  |                  |                  |       |                  | المركز الثالث    |         |  |
|  | 16 مارس – طرابلس | 16 مارس – طرابلس |       | 18 مارس – طرابلس | 18 مارس – طرابلس |         |  |
|  | ليبيا            | 2                |       | الجزائر          | 0                |         |  |
|  | زامبيا           | 1                |       |                  | زامبيا           | 2       |  |

### نصف النهائي
| غانا                                 | 3–2 (ب.و.إ.) | الجزائر                        |
| ------------------------------------ | ------------ | ------------------------------ |
| جورج الحسن 4'، 103' · أوبوكو نتي 90' | تقرير        | جمال زيدان 29' · صالح عصاد 62' |

| ليبيا            | 2–1   | زامبيا     |
| ---------------- | ----- | ---------- |
| البشاري 38'، 84' | تقرير | كاومبا 29' |

### مباراة المركز الثالث
| زامبيا                 | 2–0   | الجزائر |
| ---------------------- | ----- | ------- |
| كاومبا 2' · مونشيا 25' | تقرير |         |

### النهائي
| غانا                                                          | 1–1   | ليبيا                                                                |
| ------------------------------------------------------------- | ----- | -------------------------------------------------------------------- |
| الحسن 35'                                                     | تقرير | البشاري 70'                                                          |
| ركلات الترجيح                                                 |       |                                                                      |
| لامبتي · الحسن · باها · آساسي · آبري · منساه · كوارشي · أفريي | 7–6   | البشاري · صولة · العجيلي · بن سليمان · الفرجاني · غنيم · جرانة · زيو |

| بطل كأس الأمم الأفريقية 1982 |
| ---------------------------- |
| · غانا · للمرة الرابعة       |

## مسجلي الأهداف
4 أهداف
| - جورج الحسن |

3 أهداف
| - علي البشاري | - بيتر كاومبا |  |

هدفين
| - صالح عصاد - سامويل أوبوكو نتي | - ستيفن كيشي | - جوفري مونشيا |

هدف
| - شعبان مرزقان - جمال زيدان - غريغوار مبيدا - جون إيسيان | - فرج البرعصي - فوزي العيساوي - عبد الزراق جرانة - أديمولا أديشينا | - أوكي إيسيما - إيمانويل أوسيغوي - آرون نجوفو - كمال القابسي |

هدف ذاتي
| - بيتر فريغين (ضد زامبيا) - كامل صديق (ضد ليبيا) |

## فريق البطولة
| حراس المرمى | المدافعون                                          | لاعبو الوسط                                                | المهاجمون           |
| ----------- | -------------------------------------------------- | ---------------------------------------------------------- | ------------------- |
| توماس نكونو | شعبان مرزقان سامسون لامبتي هارونا يوسف علي البشاري | جورج الحسن سامويل أوبوكو نتي إيمانويل كوارشي فوزي العيساوي | صالح عصاد رابح ماجر |

## روابط خارجية
- تفاصيل على RSSSF
- كووورة